# Göta Energi
Göta Energi AB är ett svenskt elhandelsbolag med säte i Göteborg som sedan 2017 är helägt av Fortum. Verksamheten omfattar försäljning av elektricitet mot konsument- och företagsmarknaden över hela Sverige.
Göta Energi köper elektricitet direkt från elbörsen Nord Pool. Bolagets namn kommer från dess geografiska läge. 

## Historik
Göta Energi etablerades som ett fristående varumärke 2005 efter en sammanslagning av de två elbolagen Brukskraft AB och Västringen Energi AB. Brukskraft AB bildades 1995 av kommunerna Kristinehamn, Degerfors och Filipstad. Bolaget såldes 2002 till Göta Energi Holding AB. Västringen Energi AB grundades av nätbolagen Ale Elförening, Härryda Energi och Kungälv Energi i samband med avregleringen av elmarknaden 1996. 2001 blev Göta Energi delägt av Öresundskraft AB och Hafslund ASA. 2007 blev Göta Energi helägt av Öresundskraft. 2010 köptes Göta Energi av Hafslund, som i sin tur blev uppköpt 2017 av Fortum.

## Ägarförhållanden
Göta Energi är i dag ett bolag i Fortum-koncernen.